# 1510 en arts plastiques
| Années des arts plastiques : 1507 - 1508 - 1509 - 1510 - 1511 - 1512 - 1513    |
| Décennies des arts plastiques : 1480 - 1490 - 1500 - 1510 - 1520 - 1530 - 1540 |

Cette page concerne l'année 1510 en arts plastiques.

## Œuvres
- Vers 1510-1520 : 

La Vierge, l'Enfant Jésus et sainte Anne, de Léonard de Vinci.

  - La Vierge à l'Enfant avec saint Étienne, saint Jérôme et saint Maurice, huile sur toile  de Titien.

## Naissances
- ? :
  - Orazio Alfani, architecte et peintre italien de l'école ombrienne († 1583),
  - Jacopo Bassano, peintre maniériste italien († 13 février 1592),
  - Domenico Bianchini, compositeur, luthiste et mosaïste vénitien († vers 1576),
  - François Clouet : peintre et dessinateur français († 1572),
  - Jacopino del Conte, peintre maniériste italien († 1598),
  - Adriaen Pietersz Crabeth, peintre de vitraux néerlandais († 1553),
  - Gualtiero Padovano, peintre italien († 1552),
  - Bernard Palissy, céramiste français († 1589 ou 1590),
  - Giovanni Battista Ponchini, peintre italien († 1577),
  - Francesco Salviati, peintre maniériste italien († 11 novembre 1563),
  - Lambert Zutman dit Suavius, architecte, peintre, graveur, imprimeur et poète († 1567),
  - Cesare Turco, peintre italien († 1560),
  - Juan Bautista Vázquez le Vieux, sculpteur espagnol († 12 juin 1588),
- Vers 1510 :
  - Jörg Breu le Jeune, peintre allemand († 1547),
  - Giovanni Capassini,  peintre maniériste italien († vers 1579),
  - Jerónimo Cósida, peintre, sculpteur, architecte et orfèvre espagnol († 5 avril 1592).
  - Deodato Guinaccia, peintre italien († 1585),
  - Fermo Guisoni, peintre maniériste italien († vers 1580),
  - Luis de Morales, peintre espagnol († 9 mai 1586),
  - Juan Correa de Vivar, peintre espagnol († 16 avril 1566).

## Décès
- 8 février : Francesco Bianchi, peintre italien (° 1447),
- 17 mai : Botticelli (Sandro Filipepi), peintre italien (° entre le 1er mars 1444 et le 1er mars 1445),
- 25 octobre/7 novembre : Giorgione (Giorgio Zorzi), peintre italien (° 1477),
- Vers 1510 :
- Shūgetsu, peintre et moine japonais (° ?).